# 阿莉松·皮诺
阿莉松·皮诺（法語：Allison Pineau，1989年5月2日—），法国女子手球运动员。她曾代表法国参加2012年、2016年和2020年夏季奥林匹克运动会手球比赛，获得一枚金牌和一枚银牌。